# Ана Чери
Ана Чери (англ. Ana Cheri; род. 16 мая 1986, Анахайм) — американская фото- и фитнес-модель.

## Биография
Ана Чери Гарсия родилась 16 мая 1986 года в Анахайме. Имеет индейские, испанские и европейские корни. Детство провела в Южной Калифорнии.
В 2006 году начала карьеру фотомодели. Летом 2008 года начала участвовать в профессиональных фотосъёмках. Первые её крупные фотосессии были сделаны для журнала «Панч» и бренда «Toyo Tires». С 2009 года перестала использовать свою фамилию в СМИ.
Получила известность благодаря своей внешности и видеоурокам фитнеса в Instagram, впоследствии став одной из самых богатых Instagram-моделей. По версии Bluebella входит в тройку самых высокооплачиваемых моделей нижнего белья и купальников в Instagram.
В феврале 2013 года получила титул «Кибергёрл месяца» журнала «Playboy». В октябре 2015 года стала Playmate журнала «Playboy». Также снималась для журналов «Muscle & Fitness», «Sports Illustrated», «Maxim» и других.
Ана — представитель продукции для похудения и бодибилдинга компании «Shredz»
По состоянию на октябрь 2020 года у неё насчитывается 12,5 миллионов подписчиков в Instagram.